# نگهداری از خانه
نگهداری از خانه، دربرگیرندهٔ کارهایی مانندِ آشپزی، شست‌وشو، نگهداری از کودکان، باغبانی و همچنین خرید می‌باشد. این کارها می‌توانند به‌دستِ سرپرستانِ خانواده، فرزند یا کارگر خانگی انجام شوند.

## تاریخچه

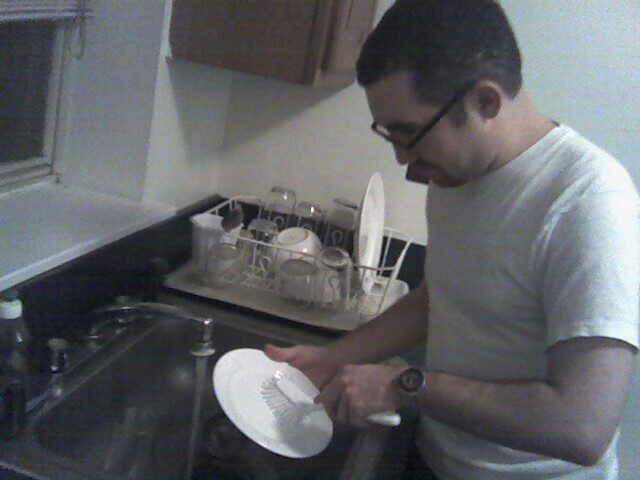
شستنِ ظرف‌ها، بخشی از خانه‌داری

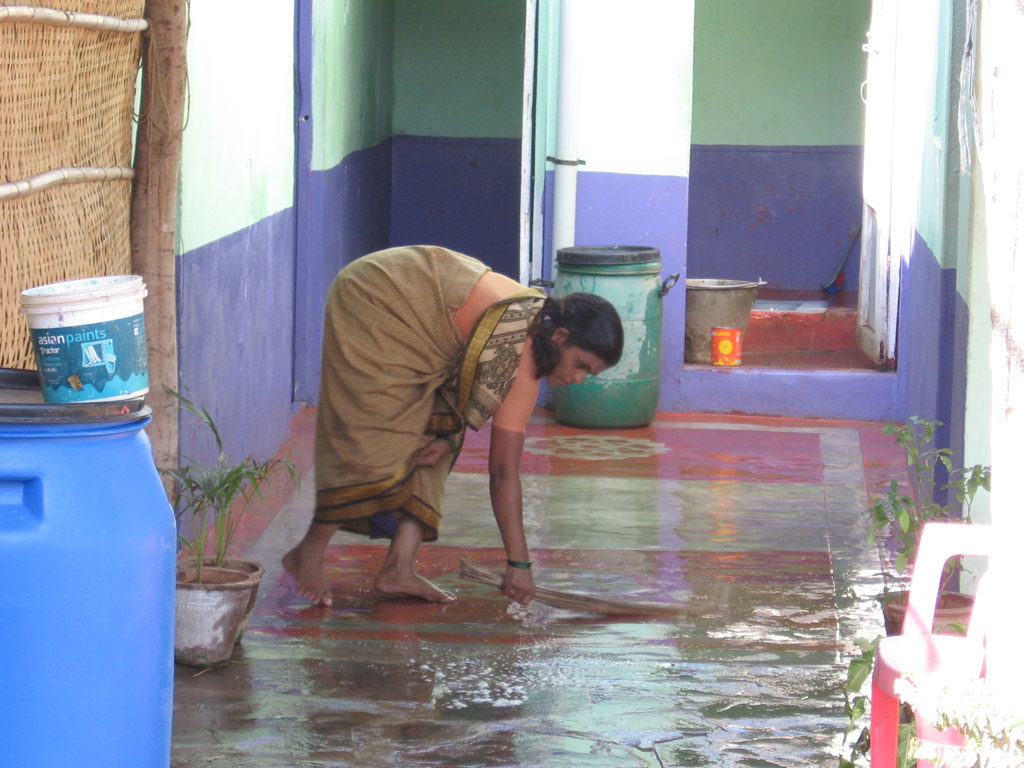
زن هندی در حال شست‌وشوی خانه

قبل از شهرنشینی، کار در خانه سخت‌تر از امروز بود. ورود آب لوله کشی گرم و سرد به درون خانه‌ها بسیاری از اموری را که مستلزم صرف وقت زیاد بود حذف‌کرد؛ پیش از آن آب نیز می‌بایست به خانه حمل شده و هرگاه آب گرم مورد نیاز بود در آن‌جا گرم شود. کابل‌کشی و لوله‌کشی برق و گاز، بخاری‌های زغالی و چوبی را منسوخ کرد، و کارهایی مانند خرد کردن منظم چوب، حمل زغال‌سنگ و تمیز کردن دایمی بخاری؛ از بین رفتند. وسایلی که باعث صرفه‌جویی در کار می‌شوند مانند جاروبرقی، وسایل شست‌وشو و وسایل آشپزی کار سخت را کاهش‌دادند. پس از انقلاب صنعتی، بعد خانواده کاهش یافت و زمان کم‌تری صرف مراقبت از کودکان می‌شد. با وجود این آمارها نشان می‌دهند که مقدار زمان متوسطی که زنان در بریتانیا صرف امور خانگی می‌کنند؛ به شدت افزایش یافته‌است. آمارهای مشابه نشان می‌دهد که وسایل خانگی برخی از کارهای سنگین‌تر را حذف کرده‌اند، اما به جای آن‌ها مسایل جدیدی به وجود آمده‌اند. زمانی که صرف نگه‌داری از کودکان، خرید برای رفع نیازمندی‌های خانه و تهیه غذا می‌شود؛ افزایش قابل توجهی یافته‌اند. در اروپا، زنان متأهل بسیاری در بیرون از خانه شاغل هستند که معمولاً کمتر از دیگر زنان کار خانگی انجام می‌دهند. کار خانگی اهمیت زیادی برای اقتصاد جامعه دارد و کار خانه بین ۲۵ تا ۴۰ درصد ثروت ایجاد شده در کشورهای صنعتی را دربرمی‌گیرد. کار خانگی با ارائه خدمات رایگان که بسیاری از جمعیت شاغل به آن‌ها وابسته‌است، بقیه اقتصاد را تقویت می‌کند. بر اساس آمارهای سال ۲۰۰۰ میلادی؛ ۳۷٪ زنان ایالات متحده آمریکا، ۳/۴۶ درصد زنان کانادا و ۶۳درصد زنان ایران خانه‌دار هستند.

## نگرش جامعه‌شناسان

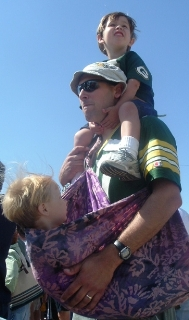
یک مرد خانه‌دار

از دیدگاه جامعه‌شناسی، خانه‌داری از نمودهای تقسیم کار جنسیتی (تقسیم کار بر اساس جنسیت) است. در تقسیم کار جنسیتی از زنان و مردان انتظار می‌رود فقط به دسته خاصی از کارها که از قبل تعیین شده‌است و به اختیار خود شخدیدگاه جامعه‌شناسی، خانه‌داری از نمودهای تقسیم کار جنسیتی (تقسیم کار بر اساس جنسیت) است. در تقسیم کار جنسیتی از زنان و مردان انتظار می‌رود فقط به دسته خاصی از کارها که از قبل تعیین شده‌است و به اختیار خود شخص نیست بپردازند. در این تقسیم‌بندی، زنان مسئول کارهای خانه و خانه‌داری، و بزرگ کردن بچه‌ها شمرده می‌شوند که کار بدون درآمد است. در نتیجه از نظر مالی وابسته به مردان می‌شوند و دسترسی به پولی که از آنِ خود بدانند نخواهند داشت.[۱]
بتی فریدان در کتاب پژوهشی مشهور خود، راز و رمز زنانه، به «مشکلی که نامی ندارد»، افسردگی پنهان زنانی که خانه‌دار و بدون شغل خارج از خانه هستند پرداخته‌است. آن اکلی نیز در کتاب‌های مهم خود زنِ خانه‌دار و جامعه‌شناسی خانه‌داری، برای بار اول خانه‌داری را به عنوان مسئله‌ای مهم و به عنوان «کار» مطرح کرد. به‌طور مداوم جامعه‌شناسان بیشتری به این موضوع پرداختند.
آنتونی گیدنز کارخانگی را «کار بی‌مزدی که بدون پرداخت مستقیم و خارج از حوزه یک شغل خاص انجام می‌گیرد» تعریف می‌کند. به گفته فاکس هاردینگ «در خارج از بازار بخش اعظم کارهای مراقبتی و وظایف خانگی به عهده زنان است. به کوتاهی آنکه: الگوی غالب، شامل یک «نان آور» است و به زنان نقش‌های تدبیر منزل و پرورش کودکان محول می‌شود که فرض بر این است که با طبیعت آن‌ها تناسب دارد؛ بنابراین فعالیت‌های آن‌ها در مراکز کاری محدوداست. موضوعی که تمایزگذاری بین مردان کارگر و زنان مراقبت‌کننده را منعکس می‌کند.» دلفی دربارهٔ کار خانه‌داری نوشته‌است «کارگر نیروی کار خود را میفروشد در حالی که زن متأهل نیروی کارش را به رایگان واگذار میکند. حق انحصاری و نپرداختن مزد با هم ارتباط نزدیک دارند عرصه کار خانگی در چهار چوب رابطه شخصی و عام (ازدواج) در اصل نوعی بردگی است.»
گرایش‌های گوناگون فمینیسم دیدگاه‌های گوناگونی به خانه‌داری دارند. مثلاً فمینیسم رادیکال آن را «کاری در خدمت مردان و در راستای حفظ منافع مردان» دانسته، فمینیسم مارکسیستی خانه‌داری را کاری رایگان در خدمت منافع سرمایه‌داری و بازتولید نیروی کار می‌داند، و فمینیسم سوسیالیستی آن را «کاری که هم مردان و هم سرمایه‌داری از آن منتفع می‌شوند» می‌داند. اما همه این گرایش‌ها خانه‌داری را کاری واقعی می‌دانند.

## خانه‌داری در ایران
خانه‌داری در ایران، به‌طور سنتی از وظایف زنان بوده‌است و در زبان فارسی برای زنی که در کار و پیشه خانه‌داری مهارت دارد واژه کدبانو به کار برده می‌شود.
در تحقیقی که دربارهٔ کارهای خانه‌داری در تهران سال ۱۳۸۶ انجام شد، مواردی شامل: نظافت روزانه منزل، نظافت کلی منزل، ظرفشویی، آشپزی، رسیدگی به درس بچه‌ها، گردش و تفریح بردن بچه‌ها، مراقبت از فرزندان هنگام بیماری، توجه به شستن و مرتب کردن لباس بچه‌ها، خریدهای روزانه، تعمیرات جزئی (تعویض لامپ، سرویس کولر و تعمیر سشوار)، پذیرایی از مهمانان، جمع کردن میز غذا یا سفره، و شستن سرویس‌های بهداشتی بررسی شده و نتیجه نشان می‌داد زنان بار اصلی کارهای خانه را بر دوش دارند.
در سال ۱۳۸۶ مجلس جمهوری اسلامی ایران خواستار محاسبه ارزش اقتصادی فعالیت‌های خانگی زنان شد. بر اساس این مصوبه، ارزش کار خانگی زنان می‌بایست در تولید ناخالص داخلی محاسبه گردد. مجلس شورای اسلامی همچنین برای حمایت کردن از کار خانگی پیشنهاد کرد که زنان خانه‌دار تحت پوشش بیمه قرار بگیرند. نظرسنجی‌های دانشگاه شهید بهشتی، نشان داد که زنان خانه‌دار بهترین وسایل آگاه‌سازی جامعه از ارزش کار خانگی را تلویزیون، روزنامه‌ها و رادیو دانسته‌اند.

## نگرش اسلام به اداره امور خانه
مراد از کار درون منزل عمدتاً سه امر «همسرداری»، «فرزندداری» و «خانه‌داری» است. از لحاظ شرع اسلام نمی‌توان زنان را به فعالیت‌های درون خانه مجبور نمود و این امر از وظایف آنان نیست. بلکه حتی تهیهٔ غذا، رعایت نوع غذا، از نظر فقهی در زمرهٔ وظایف مردان است. برای نمونه روح‌الله خمینی می‌نویسد: «اگر غذایی با مزاج زن متناسب باشد یا زن به خوردن آن عادت داشته باشد، به گونه‌ای که ترک آن موجب ضرر او گردد بر مرد واجب است آن غذا را برای زن تهیه نماید»
وی همچنین در بارهٔ اینکه آیا زن می‌تواند مثلاً غذا نپزد یا خانه را مرتب نکند و آیا مرد می‌تواند او را به این امور مجبور نماید پاسخ داده‌است: «مرد حق ندارد زن خود را مجبور به کار خانه کند»